# Hermann von Hövel (Domdechant)
Hermann von Hövel (* im 13. oder 14. Jahrhundert; † im 14. Jahrhundert) war ein römisch-katholischer Geistlicher und Domherr sowie Domdechant in Münster.

## Leben
Hermann von Hövel wurde als Sohn des Ritters Lambert von Hövel und dessen Gemahlin Demodis ?? geboren. Sein Bruder Bernhard war von 1344 bis 1357 Domherr in Münster. Hermann erhielt im Jahre 1319 eine Dompräbende in Münster. Ende des Jahres 1336 wurde er hier Domdechant. In dieser Funktion oblag ihm die Leitung des Domkapitels. Von 1339 bis 1352 war er Propst am Alten Dom in Münster.
Die Pfarrei Bocholt besaß er von 1349 an.